# Üskülüp
La rivière Üskülüp  (ou Osügülüc Çayı ) est un cours d'eau turc coupé par le barrage de Gazibey. C'est un affluent du fleuve Kızılırmak qu'il rejoint près du village de Yanalak (tr) du district de Sivas, après un cours d'environ 40 km vers le nord.